# Мерроу, Джейн
Джейн Мерроу (англ. Jane Merrow, урождённая Джейн Джозефин Мейровски (англ. Jane Josephine Meirowsky), род. 26 августа 1941, Хартфордшир, Великобритания) — британская актриса.

## Биография
Родилась в Хартфордшире в семье англичанки и беженца из Германии. После окончания Королевской академии драматического искусства Мерроу играла в Британском национальном молодёжном театре, став при этом обладателем Кубка Шекспира на драматическом фестивале в Кенте. В 1961 году впервые появилась на британском телевидении, где впоследствии исполнила десятки ролей в различных телесериалах. В 1968 году Мерроу была номинирована на премию «Золотой глобус» за роль в исторической драме «Лев зимой».